# Lee Mun-ku
Pour les articles homonymes, voir Mun et Lee.
Yi Mun-ku (hangeul : 이문구), né le 12 avril 1941 à Boryeong dans la province sud de Chungcheongnam-do en Corée et mort le 25 février 2003 à Séoul, est un écrivain sud-coréen. 

## Biographie
Yi Mun-ku est né à Boryeong dans la province sud de Chungcheongnam-do . Il est diplômé de l'institut des arts Sorabol, avec pour spécialité l'écriture créative. Il a participé à la création de nombreuses revues littéraires en Corée, en particulier Silcheon Munhak, et fut aussi membre de l'Association des écrivains libres et activistes de Corée tout en ayant des activités dans la Ligue des écrivains coréens. Il fut aussi président du Comité de médiation de l'association des écrivains coréens et directeur de PEN international coréen .
Il est décédé le 25 février 2003 à l'âge de 61 ans.

## Œuvre
Son talent littéraire fut reconnu durant ses années d'étude à l'université Sorabol par l'écrivain Kim Dong-ni ; c'est grâce au soutien de ce dernier qu'il parvient à publier ses deux premières nouvelles, Le monument Dagalla (Dagalla bulmangbi, 1965) et Vagues blanches (Baekgyeol, 1966), dans la revue Littérature contemporaine (Hyundae Munhak). Après ses études à l'université, il travaille pour différentes revues littéraires en Corée et s'engage dans diverses associations littéraires pour défendre la création en Corée du Sud. 
Les thèmes de son œuvre tournent autour de la société et de l'économie agraire en Corée. Au tout début de sa carrière littéraire, il a montré un intérêt tout particulier pour le quotidien difficile des fermiers coréens, pour les villages de pêcheurs, ainsi que pour la vie des ruraux touchés par l'industrialisation soudaine du pays. A titre d'exemple, sa nouvelle Le rêve d'un chagrin éternel (Janghanmong, 1992) raconte la vie des nouveaux citadins vivant dans des conditions difficiles à la suite de l'exode rural auquel ils ont été contraints. 
La nostalgie d'une terre perdue et d'une façon de vivre qui n'a plus sa place dans le monde industriel sont aussi des thèmes importants dans son ouvrage intitulé La ballade dans Galmeori (Gwanchon supil, 1977). Ce roman est un travail introspectif qui met en scène des éléments de la vie de l'auteur, notamment durant son enfance dans le village de Gwanchon. Il transmet sa nostalgie de ce monde campagnard, empreint d'entre-aide entre les personnes, d'hospitalité, et de respect de la nature. En mettant la lumière sur ces valeurs, il a obtenu un accueil très favorable de la critique, et ce roman fut consacré comme une des œuvres majeures ayant rendu leurs lettres de noblesse à ce mode de vie et aux personnes vivant en campagne.